# Justyna Zander

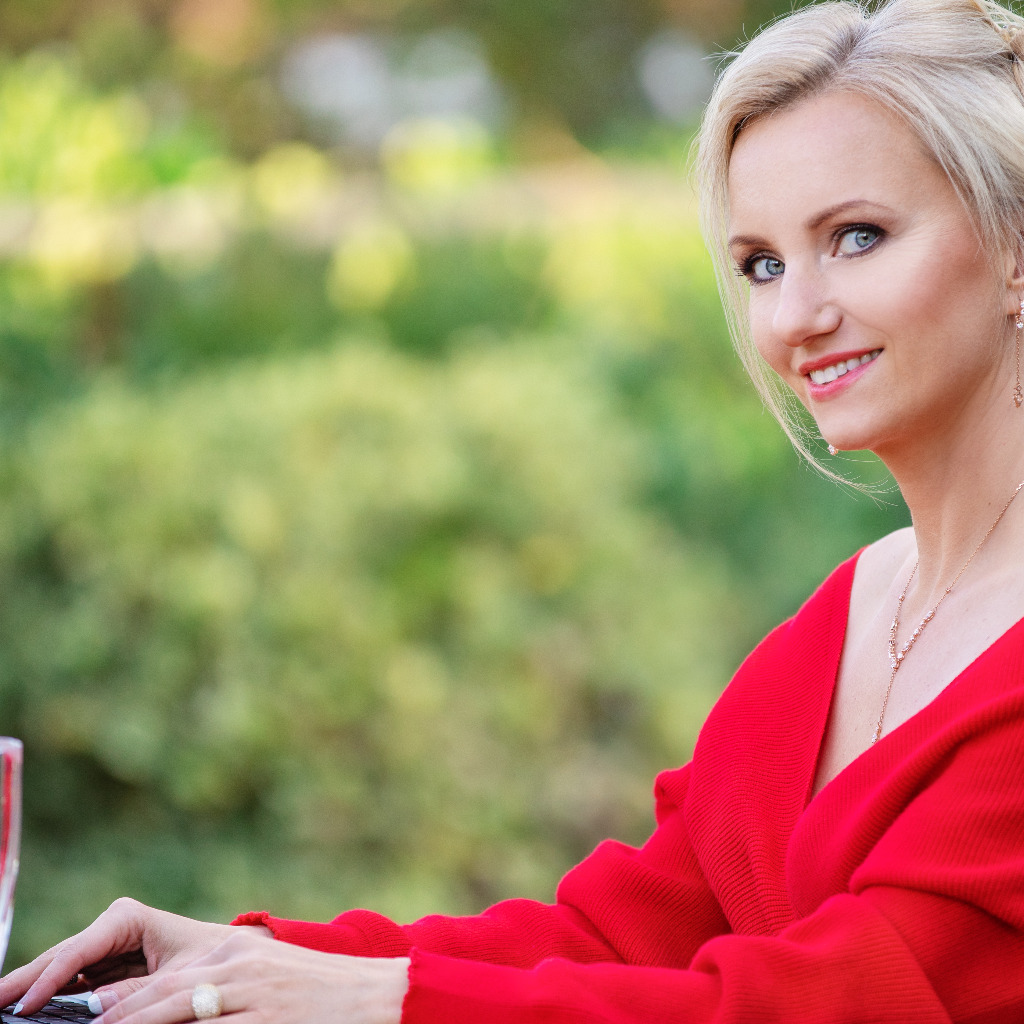
Justyna Zander

Justyna Zander (geb. 1980 in Elbląg, Polen) ist eine polnisch-deutsch-amerikanische Wissenschaftlerin, Informatikerin und Unternehmerin im Bereich künstliche Intelligenz, Computer und digitale Infrastruktur, sowie Modellierung und Simulation.

## Ausbildung
Justyna Zander erhielt ihren Master-Abschluss in Informatik von der Technischen Universität Berlin, einen Umweltschutzingenieur von der Technischen Universität Danzig und einen Doktortitel bei Ina Schieferdecker in Informationstechnologie und Elektronik von der Technischen Universität Berlin.
Nach ihrem Studium arbeitete sie als Postdoktorandin an der Harvard University in Cambridge, Massachusetts, wo sie drei Jahre verbrachte. Darüber hinaus absolvierte sie ein dreimonatiges Graduiertenprogramm in Exponential Growing Technologies an der Singularity University in NASA Ames, Kalifornien, und ein achtmonatiges NVIDIA Leadership Program an der University of California, Berkeley.
Aufgrund ihrer herausragenden Fähigkeiten erlangte sie 2012 die deutsche Staatsbürgerschaft und 2021 die US-amerikanische Staatsbürgerschaft.

## Berufliche Tätigkeiten
Justyna Zander ist auf den Einsatz künstlicher Intelligenz und digitaler Simulationen zur Steuerung und Erweiterung programmierbarer Geräte, Autos und Roboter sowie auf modellbasierte Programmierung und Tests sowie Supercomputer-Infrastruktur spezialisiert.
Ab 2001 arbeitete sie am Fraunhofer Institut, in Unternehmen wie Intel, MathWorks und in der deutschen Automobilindustrie (u. a. Mercedes-Benz, Volkswagen).
Zwischen 2016 und 2022 war Zander an der Entwicklung von NVIDIA Autonomous Vehicles beteiligt, wo sie sich gemeinsam mit Unternehmen wie TomTom, HERE, ZENRIN, Baidu und NavInfo auf den Aufbau eines Ökosystems von Mapping Lösungen für selbstfahrende Fahrzeuge konzentrierte. Ihre Arbeit befasste Regionen wie Amerika, Europa, Japan und China. Sie hatte einen maßgeblichen Einfluss auf das Design und die Implementierung des fortschrittlichen DRIVE Sim-Simulators zum Testen autonomen Fahrens auf Basis der NVIDIA Omniverse Plattform. Dieser Simulator erwies sich als entscheidend für die Entwicklung von Software und Systemen im Bereich autonomer Fahrzeuge. Darüber hinaus hat sich Zander stets für die Notwendigkeit eingesetzt, Softwareentwicklungs-, Verifizierungs- und Validierungsprozesse zu automatisieren, um eine noch größere Zuverlässigkeit und Sicherheit dieser Spitzentechnologien zu gewährleisten.
Sie nahm auch aktiv an DARPA Explainable AI, OpenSCENARIO 2.0 Projekten von ASAM und ISO-Arbeitsgruppen teil. Sie leitete die Arbeit zur Entwicklung von Sicherheitsberichten für selbstfahrende Autos bei der NVIDIA Corporation, die dazu beitrug, die Standards im Bereich des autonomen Fahrens zu erhöhen.
2022 übernahm sie für ein Jahr die Rolle der Simulationsdirektorin für autonome Fahrassistenzsysteme bei der Ford Motor Company, wo sie sich auf die Entwicklung skalierbarer Lösungen im Zusammenhang mit automatisierten Fahr-, Simulations- und Validierungsinitiativen konzentrierte. Ziel war es, den sicheren und effektiven Einsatz moderner Fahrzeugflotten mit von mehreren Millionen pro Jahr unter Nutzung der neuesten technologischen Errungenschaften im Bereich des autonomen Fahrens zu ermöglichen.
Darüber hinaus ist sie Mitgründerin mehrerer Startups. Im Jahr 2023 konzentrierte sie sich auf den Aufbau erweiterter künstlicher Intelligenz.

## Wissenschaftliche Tätigkeiten
Justyna Zander ist Autorin von über 60 peer-reviewten Publikationen und hat über 40 Patentanmeldungen beim USPTO eingereicht. Sie hat außerdem drei international anerkannte Wissenschaftsbücher geschrieben. Zander hielt fast 150 wissenschaftliche Vorträge, unter anderem auf NVIDIA GPU Technology Conference Konferenzen. Darüber hinaus hielt sie zahlreiche Vorträge und Plenarvorträge und nahm an Diskussionsrunden teil. Sie hat Ergebnisse auf wissenschaftlichen Konferenzen präsentiert und andere Beiträge zur Software- und Ingenieursgemeinschaft geleistet.

## Auszeichnungen und Ehrungen
Im Jahr 2018 wurde Zander von Business Insider in die Liste der einflussreichsten Ingenieurinnen aufgenommen. Als Vertreterin von NVIDIA erhielt sie als internationale Auszeichnung den Emerging Leader Award der Society of Women Engineers (SWE). In der Begründung des Ausschusses wurde ihre „bahnbrechende Arbeit in Informatik und Ingenieurwesen“ gewürdigt.
Seit vielen Jahren ist sie aktives Mitglied der Association for Computing Machinery (ACM) und des Institute of Electrical and Electronics Engineers (IEEE), derzeit für den Rang eines Fellow nominiert.
Im Jahr 2023 wurde sie von der Ford Motor Company für den SWE Global Leader Award nominiert und hat gewonnen. Sie wurde auch für mehrere Auszeichnungen in der Kategorie „Patentanerkennung“ bewürdigt.
In den Jahren 2013 bis 2015 leitete sie die Arbeiten am Intelligenten Reaktionssystem für Notfallsituationen. Zu dieser Zeit arbeitete sie mit den Leitern von neun Organisationen aus der ganzen Welt zusammen, darunter Boeing, das Massachusetts Institute of Technology, die Washington State University, die University of North Texas, MathWorks, National Instruments und die University of North Carolina. Die Ergebnisse ihres Teams wurden im Weißen Haus während der NIST Smart America Challenge und der Global City Challenge unter der Schirmherrschaft von Todd Park präsentiert.
Die Leistungen ihres Teams wurden wiederholt in den wichtigsten populärwissenschaftlichen Medien präsentiert, darunter in IEEE Spectrum, Science Magazine, Communication of the ACM, Fast Company, Forbes, Huffington Post, Nextgov, psych.org.
Sie hat zahlreiche Auszeichnungen und Stipendien erhalten, darunter von IEEE, IFIP, Europäische Union, Fraunhofer Institut, BMBF, National Science Foundation, polnisches und deutsches Ministerium für Wissenschaft und Bildung, DAAD, Studienstiftung des deutschen Volkes, der Singularity Group, der Humboldt-Stiftung, der Hertie-Stiftung, dem US-amerikanischen National Institute of Standards and Technology, dem German International Academic Network (GAIN), Siemens und dem Bundesministerium für wirtschaftliche Zusammenarbeit und Entwicklung.